# Антьє Бушшульте
Антьє Бушшульте  (нім. Antje Buschschulte, 27 грудня 1978) — німецька плавчиня, олімпійська медалістка.

## Виступи на Олімпіадах
| Олімпіада    | Дисципліна                      | Місце |
| ------------ | ------------------------------- | ----- |
| Атланта 1996 | естафета 4 × 100 вільним стилем | 3     |
| Атланта 1996 | плавання на 100 метрів на спині | 6     |
| Атланта 1996 | комплексна естафета 4 × 100     | 6     |
| Сідней 2000  | естафета 4 × 100 вільним стилем | 4     |
| Сідней 2000  | естафета 4 × 200 вільним стилем | 3     |
| Сідней 2000  | плавання на 100 метрів на спині | 9     |
| Сідней 2000  | плавання на 200 метрів на спині | 7     |
| Сідней 2000  | комплексна естафета 4 × 100     | 4     |
| Афіни 2004   | естафета 4 × 100 вільним стилем | 4     |
| Афіни 2004   | естафета 4 × 200 вільним стилем | 3     |
| Афіни 2004   | плавання на 100 метрів на спині | 6     |
| Афіни 2004   | плавання на 200 метрів на спині | 3T    |
| Афіни 2004   | комплексна естафета 4 × 100     | 3     |
| Пекін 2008   | естафета 4 × 100 вільним стилем | 5     |
| Пекін 2008   | плавання на 100 метрів на спині | 15    |
| Пекін 2008   | комплексна естафета 4 × 100     | 9     |